# Nastroje (album Jarosława Wasika)
Nastroje – pierwszy album studyjny polskiego wykonawcy piosenki literackiej Jarosława Wasika, wydany w 1995 przez InterSonus Music.

## Lista utworów i twórców
| 1.  | Moje nastroje (Nastroje)                                                                                           | 4:15  |
|     | - Jarosław Wasik – śpiew, słowa, muzyka                                                                            |       |
| 2.  | Sen o przyjaźni | 3:50  |
|     | - Jarosław Wasik – śpiew, słowa, muzyka - Adam Mikulski – muzyka                                                   |       |
| 3.  | Bajka o kelnerze                                                                                                   | 2:35  |
|     | - Jarosław Wasik – śpiew - Bruno Jasieński – słowa - Marek Mikulski – muzyka                                       |       |
| 4.  | Latarnia | 3:15  |
|     | - Jarosław Wasik – śpiew - Zygmunt Mikulski – słowa - Marek Mikulski – muzyka                                      |       |
| 5.  | Bolało serce w całym ciele                                                                                         | 3:30  |
|     | - Jarosław Wasik – śpiew, słowa, muzyka - Adam Mikulski – muzyka                                                   |       |
| 6.  | Ballada złodziejaszka (ukradnę konia)                                                                              | 4:03  |
|     | - Jarosław Wasik – śpiew - Tadeusz Nowak – słowa - Marek Mikulski – muzyka                                         |       |
| 7.  | Jest codziennie pukanie do drzwi                                                                                   | 4:15  |
|     | - Jarosław Wasik – śpiew - Roman Śliwonik – słowa - Bogdan Fałkiewicz – muzyka                                     |       |
| 8.  | Refleksje na temat przełamywania lodów przy nawiązywaniu stosunków towarzyskich (kawa)                             | 4:15  |
|     | - Jarosław Wasik – śpiew, muzyka - Ogden Nash – słowa - Stanisław Barańczak – tłumaczenie - Adam Mikulski – muzyka |       |
| 9.  | But w butonierce                                                                                                   | 2:42  |
|     | - Jarosław Wasik – śpiew - Bruno Jasieński – słowa - Marek Mikulski – muzyka                                       |       |
| 10. | A gdybym tak... | 3:20  |
|     | - Jarosław Wasik – śpiew, słowa, muzyka - Adam Mikulski – muzyka                                                   |       |
| 11. | Kołysanka dla brata                                                                                                | 5:02  |
|     | - Jarosław Wasik – śpiew, słowa, muzyka - Adam Mikulski – muzyka                                                   |       |
| 12. | Posłanie dla nadwrażliwych                                                                                         | 3:38  |
|     | - Jarosław Wasik – śpiew - Kazimierz Dąbrowski – słowa - Paweł Dampc – muzyka                                      |       |
|     | | 44:40 |
|     | |       |

## Skład zespołu[2]
- Jarosław Wasik – śpiew
- Dorota Nikel – altówka
- Dorota Onufrowicz – skrzypce
- Aleksandra Osiecka – skrzypce
- Aleksandra Wilde – skrzypce
- Bartłomiej Abramowicz – fortepian
- Marek Matwiejczyk – gitara basowa
- Adam Mikulski – gitara akustyczna, instrumenty klawiszowe
- Marcin Kalisz – perkusja